# قالب عملة مكرر

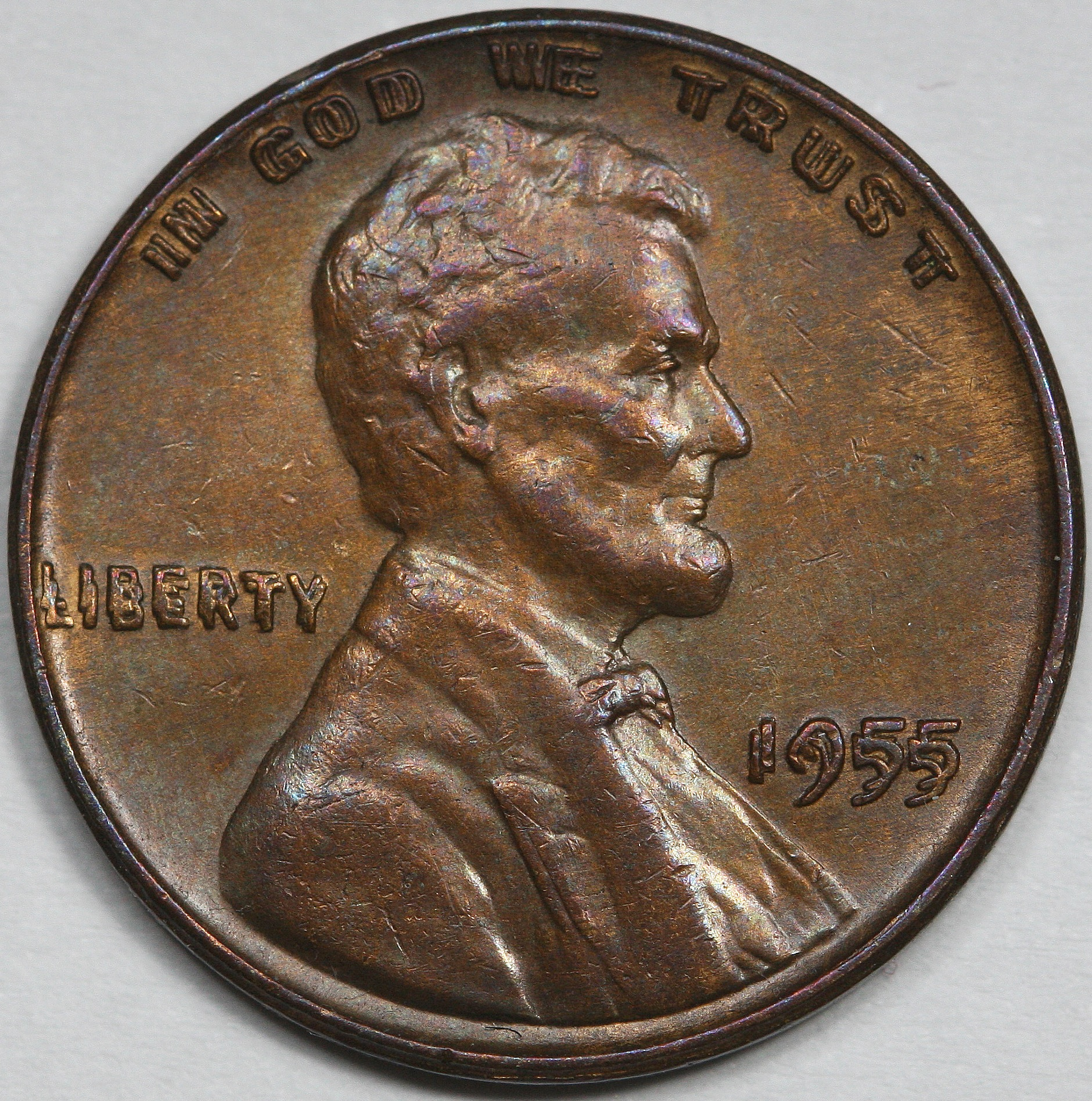
سنت لينكولن مزدوج القالب 1955

القالب مكرر (يُعرف أيضًا باسم مضاعفة المحور) هو مصطلح في علم العملات يستخدم للإشارة إلى تكرار عناصر التصميم على قالب عمل قاموا بإنشاؤه بسبب عدم محاذاة القالب أو المحور أثناء عملية مضاعفة المحور. يمكن أن تتفاوت قوة التضاعف من طفيفة جدًا ومعزولة إلى شديدة وواسعة الانتشار. يمكن أن يختلف السبب الدقيق للتضاعف أيضًا ولهذا السبب أنشئ نظام فئوي لتحديد الأسباب المعروفة والمفترضة.
تعتبر أنواع القوالب المكررة عندما تكون ملحوظة بالعين المجردة أو تحدث في سلسلة عملات معدنية شائعة تحظى بشعبية كبيرة بين هواة الجمع ويمكن أن تستحق علاوة كبيرة على نفس العملة المعدنية دون المضاعفة. أكثر أنواع القوالب المكررة شيوعًا هو القالب المزدوج من فئة سنت الولايات المتحدة لعام 1955 والذي يُباع عادةً بأكثر من 1000 دولار في المزاد.
يُكتب هذا المصطلح بشكل خاطئ عادةً "دبل داي".

## فئات القوالب المزدوجة
يقوموا بإنشاء القوالب المكررة عندما يطبع المحور صورة إضافية غير محاذية على القالب. رتب الطرق العديدة التي يمكن أن يحدث بها هذا عدم محاذاة الصور في ثماني فئات.  أنشئ نظام الفئات هذا عندما استخدمت دور سك العملة في الولايات المتحدة أسلوب الضغط المتعدد مما يعني أن القوالب العاملة ضغطت عمدًا عدة مرات لنقل صورة كاملة. ومنذ ذلك الحين انتقلت العديد من دور سك العملة في جميع أنحاء العالم بما في ذلك الولايات المتحدة إلى طريقة الضغط مرة واحدة على أمل القضاء على خطأ الضغط هذا حيث أن الضغط مرة واحدة فقط هو المطلوب. ومع ذلك فإن معدل تكرار القوالب في الواقع زاد مع الطريقة الجديدة. تتمتع هذه القوالب المزدوجة ذات الضغط الفردي الجديدة بخصائص مختلفة قليلاً عن تلك الموجودة في الطريقة السابقة مما يؤدي إلى آراء مختلفة حول ما إذا كان يجب مراجعة نظام الفئات أم لا. يعتقد البعض أن القوالب المضاعفة ذات الضغط المفرد لا تزال مناسبة للنظام الحالي بينما أضاف آخرون فئة تاسعة جديدة للقوالب المضاعفة ذات الضغط المفرد.
الصف الأول قاموا بتدويره
تنتج فئة مضاعفة القالب الأولى عندما يتلقى القالب محورًا إضافيًا غير محاذي في اتجاه عقارب الساعة أو عكس اتجاه عقارب الساعة.
الصف الثاني مشوه
يحدث القالب المكرر من الفئة 2 عندما يتحرك تصميم المحور نحو الحافة بين المحاور.
الصف الثالث التصميم
يحدث القالب المكرر من الفئة 3 عندما يقوم محور يحمل تصميمًا مختلفًا بختم قالب يحمل تصميمًا آخر.
الصف الرابع، الإزاحة
يحدث القالب المزدوج من الفئة 4 عندما يستقبل القالب محورًا إضافيًا غير محاذي في اتجاه الإزاحة.
الصف الخامس محوري
يحدث القالب المكرر من الفئة 5 عندما يتلقى القالب محورًا إضافيًا غير محاذٍ عن طريق الدوران مع نقطة محورية بالقرب من الحافة.
الصف السادس متمدد
يحدث القالب المكرر من الفئة 6 عندما يستقبل القالب محورًا إضافيًا من محور وسيع.
الصف السابع معدل
تنتج القالب المكرر من الفئة 7 عندما يعدل المحور بين محاور القالب (على سبيل المثال أزيل عنصر التصميم).
الصف الثامن مائل
يحدث القالب المكرر من الفئة 8 عندما قاموا بإمالة القالب و/أو المحور أثناء تحريك المحور.

## عملات الولايات المتحدة

مثال على مضاعفة شديدة لتاريخ عملة معدنية في صورة مجهرية بحجم 10x تقريبًا

تعتبر القوالب المكررة نتيجة للطريقة التي تنشئ بها القوالب في دار سك العملة الأمريكية. قبل عام 1997 كانت أزواج القوالب (قالب المطرقة وقالب السندان) تُصنع بواسطة محاور تحتوي على عناصر التصميم البارزة التي كان من المفترض أن تظهر على العملة المعدنية. سخنت القوالب الفارغة (لتليينها) ثم ضغطت على المحاور لنقل التصميم من المحور إلى القوالب العاملة. لم يكن الانطباع الواحد كافياً في كل حالة لنقل عناصر التصميم من المحور إلى القالب لذا كان من المطلوب انطباعات متعددة لنقل قدر كافٍ من التصميم. ولهذا السبب بعد أخذ الانطباع الأول قاموا بإعادة تسخين القالب وإعداده للانطباع الثاني. كان عمال دار السك يستخدمون أدلة لمحاذاة المحور والقالب العامل بشكل مثالي لمنع التداخل أو القالب المزدوج. أنتج قوالب مزدوجة عندما فشل عمال دار السك في محاذاة القوالب بشكل صحيح أثناء هذه العملية. في كثير من الحالات كانت هناك حاجة إلى ثلاث إلى أربع طبعات وهو ما قد يؤدي في حالات نادرة إلى قوالب مكررة ثلاث أو أربع مرات.
لقد أدت طرق سك العملة الحديثة إلى تقليل تكرار هذه الأنواع بشكل كبير بسبب استخدام طريقة الضغط الفردي أثناء إنشاء القالب ولكن لا تزال القوالب المكررة تحدث في سك العملة الحديثة في الولايات المتحدة. مع عملية تصنيع القوالب الجديدة التي نفذت بعد عام 1996 أصبحت القوالب تتطلب انطباعًا واحدًا فقط عن المحور لنقل التصميم بالكامل من المحور إلى القالب. ولكن اكتشف أن الضغط الناتج كبير جدًا لدرجة أن بعض القوالب تميل إلى الدوران قليلاً أثناء هذه العملية.
اكتشفوا القوالب المكررة الحديثة في العملات الأمريكية بشكل رئيسي في سنتات لينكولن. تُظهر عملة عملة النيكل العكسية للسلام لعام 2004 مضاعفة في التاريخ والشعار والأحرف الأولى للمصمم وجفن توماس جيفرسون. عملة عملة البيسون العكسية النيكل الصادرة عام 2005 تظهر ازدواجية طفيفة في كلمة "الحرية" وفي أشكال أخرى من العملة.

## الروابط خارجية
- صور العملات المعدنية المزدوجة